# 赛黑桦
赛黑桦（学名：Betula schmidtii）为桦木科桦木属的植物。分布在日本、朝鲜、俄罗斯以及中国大陆的吉林、辽宁等地，生长于海拔700米的地区，多生长于山坡，目前尚未由人工引种栽培。

## 别名
辽东桦（中国树木分类学）